# Comuna Tomești, Harghita
Tomești (în maghiară: Csikszenttamás) este o comună în județul Harghita, Transilvania, România, formată numai din satul de reședință cu același nume.
Comuna a fost înființată în anul 2003, (Legea 384/2003) prin reorganizarea comunei Cârța.

## Demografie
Componența etnică a comunei Tomești
     Maghiari (97,04%)
     Alte etnii (0,7%)
     Necunoscută (2,26%)
Componența confesională a comunei Tomești
     Romano-catolici (96,21%)
     Alte religii (1,36%)
     Necunoscută (2,43%)
Conform recensământului efectuat în 2021, populația comunei Tomești se ridică la 2.430 de locuitori, în scădere față de recensământul anterior din 2011, când fuseseră înregistrați 2.563 de locuitori. Majoritatea locuitorilor sunt maghiari (97,04%), iar pentru 2,26% nu se cunoaște apartenența etnică. Din punct de vedere confesional, majoritatea locuitorilor sunt romano-catolici (96,21%), iar pentru 2,43% nu se cunoaște apartenența confesională.

## Politică și administrație
Comuna Tomești este administrată de un primar și un consiliu local compus din 11 consilieri. Primarul, Róbert Kedves[*], de la Uniunea Democrată Maghiară din România, este în funcție din 2016. Începând cu alegerile locale din 2024, consiliul local are următoarea componență pe partide politice:
|  | Partid                                 | Consilieri | Componența Consiliului | Componența Consiliului | Componența Consiliului | Componența Consiliului | Componența Consiliului | Componența Consiliului | Componența Consiliului | Componența Consiliului | Componența Consiliului | Componența Consiliului | Componența Consiliului |
|  | -------------------------------------- | ---------- | ---------------------- | ---------------------- | ---------------------- | ---------------------- | ---------------------- | ---------------------- | ---------------------- | ---------------------- | ---------------------- | ---------------------- | ---------------------- |
|  | Uniunea Democrată Maghiară din România | 11         |                        |                        |                        |                        |                        |                        |                        |                        |                        |                        |                        |